# Bức tượng vua Louis XV cưỡi ngựa
Bức tượng vua Louis XV cưỡi ngựa (tiếng Pháp: La statue équestre de Louis XV) là một tác phẩm điêu khắc được đặt tại quảng trường Louis XV (nay là quảng trường Concorde) do hai nhà điêu khắc người Pháp Edme Bouchardon và Jean-Baptiste Pigalle thực hiện.
Đây là bức tượng mà thành phố Paris đã đặt Edme Bouchardon làm vào năm 1748 để đón mừng sự hồi phục của vua Louis XV sau cơn ốm nặng tại Metz. Edme Bouchardon là người đầu tiên bắt tay vào thực hiện bức tượng này song Jean-Baptiste Pigalle lại là người hoàn thành nó vào năm 1763. Bức tượng nhà vua mặc theo kiểu La Mã, đầu đội cành nguyệt quế thể hiện sự vinh quang. Xung quanh bệ đỡ của bức tượng có khắc nổi các hình phù điêu mạ đồng thể hiện các đức tính của vua Louis XV: sức mạnh, chính nghĩa, sự khôn ngoan và hòa bình.
Cũng giống như nhiều tác phẩm điêu khắc hoàng gia khác, bức tượng đã bị phá hủy trong cuộc Cách mạng Pháp năm 1792. Các mảnh vỡ còn sót lại hiện đang được gìn giữ, bảo quản tại các bảo tàng Louvre và bảo tàng Carnavalet.